# Аль-Чагмини
Махмуд ибн Мухаммад ибн Умар аль-Чагмини или аль-Джагмини (ум. 1221) — уроженец Хорезма, математик, астроном и врач.
Его «Краткое изложение астрономии» было очень популярно в Средней Азии и Иране. Трактат состоял из введения, повествующего об элементах и эфире, и двух книг — «О небесных сферах» и «О Земле»; в первой из этих книг излагалось, вслед за ал-Фаргани, ал-Хазином и Ибн ал-Хайсамом, учение о массивных эфирных орбитах планет. В этом же трактате впервые подробно рассматривается система координат, основой которой является горизонтальная плоскость наблюдения.
Написал также «Трактат об арифметике» и небольшой медицинский трактат, кратко излагавший «Канон врачебной науки» Ибн Сины.